# 匂いを見る少女
『匂いを見る少女』（においをみるしょうじょ、原題：냄새를보는소녀）は、2015年4月1日から5月21日にSBSで放映されたテレビドラマである。全16話。

## 概要
3年前に起きた悲劇をきっかけに、“匂いが見える”という不思議な能力を身につけた少女と、まったく痛みを感じなくなった無感覚症の警察官の正反対なふたりが繰り広げる新感覚ミステリーラブコメディ。2015年のSBS演技大賞で、最優秀演技賞（パク・ユチョン）、特別演技賞（ナムグン・ミン）、10大スター賞（パク・ユチョン、シン・セギョン）を受賞した。

## 登場人物
- チェ・ムガク：パク・ユチョン
- オ・チョリム／チェ・ウンソル：シン・セギョン
- クォン・ジェヒ：ナムグン・ミン
- ヨム・ミ：ユン・ジンソ
- チョン・ベッキョン：ソン・ジョンホ

ジェヒの友人で整形外科院長。オ・チョリムの過去について何らかのことを知っている。ムガクからは連続殺人事件の犯人として疑われている。
- カン・ヒョク：イ・ウォンジョン

短期で荒々しい性格の強力係長。同じ警衛のヨムミを嫌っている。強力係に入ろうとするムガクを阻止しようとしたりもした。毎回外れる推理で、事ある毎にでたらめっ気がいっぱいだが、決して憎めない人物だ。
- オ・ジェピョ：チョン・インギ

チョリムの養父。警備員をしているが、昔は刑事でムガク達が担当している連続殺人事件の捜査をしていた。
- チェ・ウンソル：キム・ソヒョン

チェ・ムガクの妹。スクールバスで帰宅中に交通事故に遭い軽い怪我をしたため念のため病院へ運ばれる。病院に到着後、何者かによって首を切られ殺害される。

## サウンドトラック
| #   | タイトル           | 作詞 | 作曲・編曲 | アーティスト              |
| --- | ------------------ | ---- | ---------- | ------------------------- |
| 1.  | 「あやふやで」     |      |            | ジュビ,チャン・イジョン   |
| 2.  | 「偶然に春」       |      |            | LOCO,ユジュ               |
| 3.  | 「初めは」         |      |            | ケ・ボムチュ              |
| 4.  | 「私は今日も」     |      |            | Gemini                    |
| 5.  | 「Because of You」 |      |            | MC The Max!               |
| 6.  | 「全部であるから」 |      |            | Sweet Sorrow              |
| 7.  | 「Honey」          |      |            | GFRIEND                   |
| 8.  | 「5分だけもっと」  |      |            | NC.A, ToppDogg            |
| 9.  | 「あの」           |      |            | Jelly Cookie              |
| 10. | 「ありふれた別れ」 |      |            | ソン・ユビン,キム・ナヨン |

| #   | タイトル                    | 作詞 | 作曲・編曲 |
| --- | --------------------------- | ---- | ---------- |
| 1.  | 「匂いを見に行こう！」      |      |            |
| 2.  | 「愛の香り」                |      |            |
| 3.  | 「Green Eyes」              |      |            |
| 4.  | 「クォン・ジェヒ」          |      |            |
| 5.  | 「Smelly Mission」          |      |            |
| 6.  | 「同名異人」                |      |            |
| 7.  | 「Shadowy Memory」          |      |            |
| 8.  | 「KCSI」                    |      |            |
| 9.  | 「感覚がなくて」            |      |            |
| 10. | 「Split up」                |      |            |
| 11. | 「笑いを探して」            |      |            |
| 12. | 「別れの感じ」              |      |            |
| 13. | 「君を送る」                |      |            |
| 14. | 「Treadmill」               |      |            |
| 15. | 「Psychopath」              |      |            |
| 16. | 「SMELLS LIKE FUN」         |      |            |
| 17. | 「FIND HIM」                |      |            |
| 18. | 「Mission control」         |      |            |
| 19. | 「Barcode killing machine」 |      |            |
| 20. | 「HELL GATE」               |      |            |
| 21. | 「Prosopagnosia」           |      |            |
| 22. | 「RED SCENT」               |      |            |
| 23. | 「Serial killer」           |      |            |
| 24. | 「サクラ」                  |      |            |
| 25. | 「あら！」                  |      |            |
| 26. | 「匂いが見える」            |      |            |
| 27. | 「あやふやソング」          |      |            |
| 28. | 「私だけのテクニック」      |      |            |
| 29. | 「警察庁の人々」            |      |            |
| 30. | 「秘密の部屋」              |      |            |
| 31. | 「感覚を探して」            |      |            |